# AirOnix
Air Onix (укр. Ейр Онїкс) — бывшая украинская авиакомпания, базировавшаяся в Cимферополе.

## История
28 апреля 2012 года Air Onix запустила свой первый рейс из Симферополя в Киев-Жуляны.
7 ноября 2013 года лизинговая компания ILFC конфисковала 2 самолёта Boeing 737 за задолженность. В декабре того же года, была исключена из IATA, затем, Госавиаслужба Украины отозвала сертификат эксплуатанта. Ещё 2 Boeing 737 были поставлены на хранение.

### Возобновление деятельности
В 2014 году авиакомпания планировала возобновить деятельность, но эта попытка провалилась.

## Флот
По состоянию на ноябрь 2013 года флот Air Onix состоял из следующих самолётов:

## Пункты назначения
По состоянию на апрель 2012 года, авиакомпания обслуживала следующие направления:

### Ближний Восток
Израиль
- Тель-Авив

 Турция
- Стамбул — Сабиха Гёкчен

### Европа
Черногория
- Тиват

 Россия
- Москва-Домодедово
- Санкт-Петербург

 Словакия
- Братислава

 Украина
- Киев-Жуляны (Базовый)

- Симферополь (Базовый)

### Кавказ
Армения
- Ереван

 Грузия
- Тбилиси